# Schulstreiks in den Provinzen Posen und Westpreußen 1906/1907

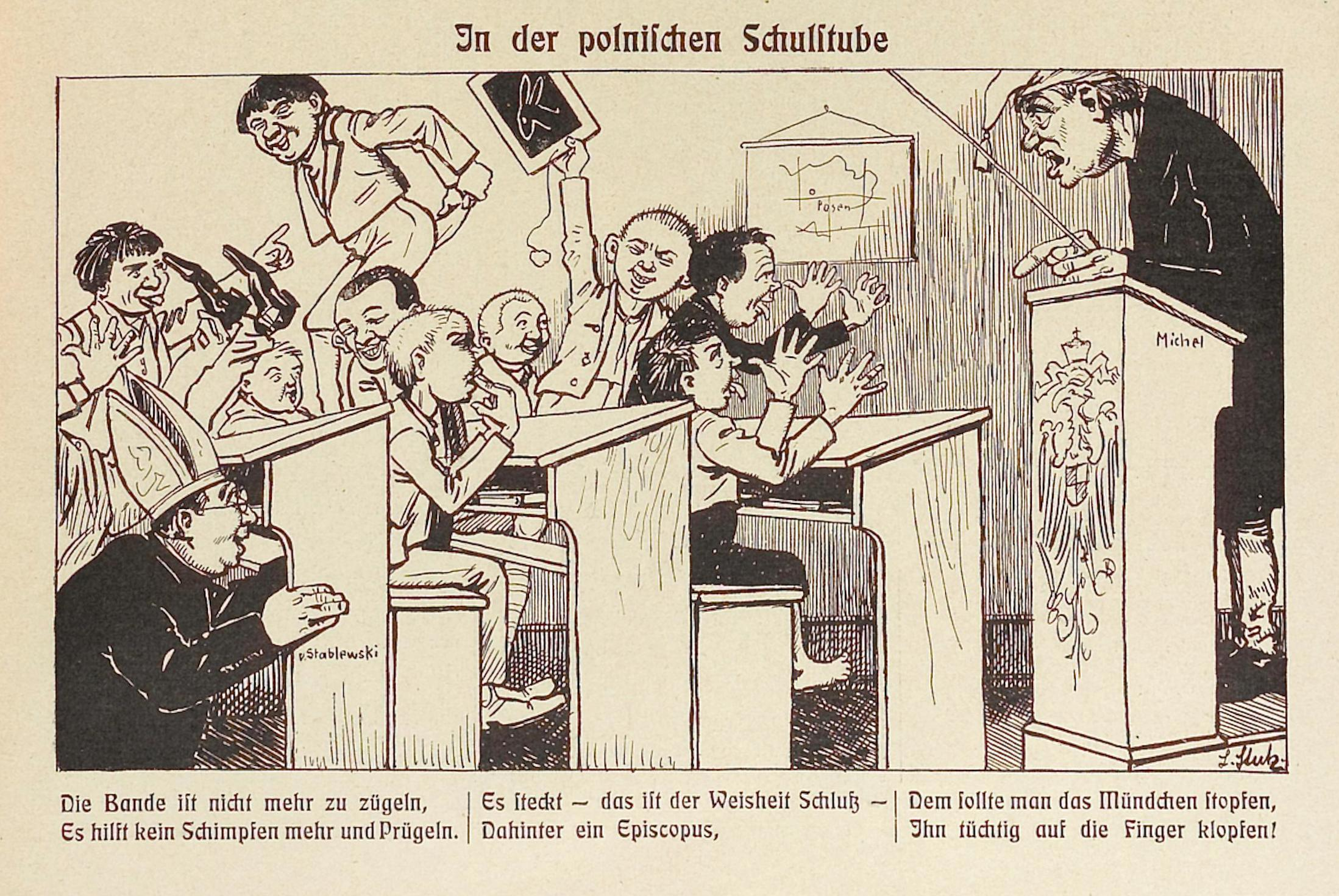
Kladderadatsch vom 11. November 1906, Karikatur mit deutschnationaler Ausrichtung

Die Schulstreiks in den Provinzen Posen und Westpreußen fanden vom Frühjahr 1906 bis zum Frühjahr 1907 statt. An ihnen nahmen über 60.000 polnische Schüler teil, die sich weigerten, im Religionsunterricht in deutscher Sprache zu antworten.

## Vorgeschichte
Seit 1793 gehörten die westlichen Teile Polens zum Königreich Preußen. In den folgenden Jahrzehnten wurden verstärkte Maßnahmen getroffen, um die polnische Sprache und Kultur zu Gunsten der deutschen zurückzudrängen.
Seit 1873 musste der Unterricht auch in den Volksschulen nur noch in deutscher Sprache stattfinden, außer im katholischen Religionsunterricht.
Als 1901 in Wreschen in der Provinz Posen auch dieser in deutscher Sprache durchgeführt werden sollte, weigerten sich etwa 160 Kinder, auf die Fragen des Lehrers auf Deutsch zu antworten. Sie wurden mit schweren körperlichen Züchtigungen bestraft. Dieses führte zu europaweiter Aufmerksamkeit. In den folgenden Jahren gab es vereinzelte kleinere Proteste.
1905 hatten entsprechende Schulstreiks im russisch besetzten Teil Polens während der dortigen Revolution weitreichende Erfolge.

## Verlauf
Im neuen Schuljahr 1906/1907 wurde in mehreren hundert Volksschulen in den Provinzen Posen und Westpreußen ab Ostern deutschsprachiger Religionsunterricht für polnische Schüler eingeführt.
Seit Juni kam es zu Protesten in über 200 Schulen in der Provinz Posen, die Schüler weigerten sich, im Unterricht in deutscher Sprache zu antworten, sie schwiegen oder sprachen polnisch, einige wenige nahmen überhaupt nicht mehr am Religionsunterricht teil. Im Juli folgten einige wenige Schulen in Westpreußen. Ab Ende Juli gab es längere Sommerferien.
Seit dem 16. Oktober, nach den Herbstferien, nahmen die Proteste stark zu, ihren Höhepunkt erreichten sie am 14. November mit über 50.000 beteiligten Schülern in beiden Provinzen.
Danach begannen die Lehrer und Behörden mit harten Strafen zu reagieren. Es gab schwere körperliche Schläge gegen Schülern und Schülerinnen, es wurden teilweise hohe Geldstrafen gegen die Eltern verhängt, vereinzelt gab es auch Gefängnisstrafen, wenn diese Gewalt gegen Lehrer oder Sachbeschädigung verübt hatten, Geschwister von beteiligten Schülern wurden von höheren Schulen entlassen, Eltern erhielten Disziplinarmaßnahmen in ihren Arbeitsstellen oder wurden vereinzelt auch entlassen. Es wurde angedroht, bei Weiterführung der Aktionen ab Anfang 1907 diese in den Zeugnissen zu vermerken. Dies alles führte zu einem allmählichen Verringerung der Proteste, die letzten Aktionen sind vom April 1907 bekannt.

## Zahlen und Details

### Provinz Posen
Nach Ostern 1906 wurde in 203 Volksschulen Deutsch als Unterrichtssprache auch für polnische Schüler für den katholischen Religionsunterricht eingeführt. Bis Ende Juli nahmen offiziell 2897 Schüler an den Protesten teil. Danach gab es Sommerferien.
Ab dem 16. Oktober, nach dem Beginn des zweiten Halbjahres, wurde für 88.500 polnische Volksschüler der Religionsunterricht in deutscher Sprache neu durchgeführt, das waren 37 % aller Volksschüler in der Provinz Posen. Am 14. November 1906, dem Höhepunkt der Proteste, nahmen 46.886 Schüler aus 755 Volksschulen daran teil. Insgesamt gab es in dieser Zeit 2624 Volksschulen, von denen 1455 katholisch waren, die anderen gemischt oder seltener evangelisch.

### Westpreußen
Mitte November nahmen zum Höhepunkt der Proteste etwa 14.240 Schüler aus 563 Volksschulen daran teil. Insgesamt gab es in dieser Zeit dort 1862 Volksschulen, davon 754 katholische. In einigen deutschsprachigen Gebieten, wie im Kreis Marienwerder, gab es gar keine Proteste.

### Herkunft der Schüler
Die meisten beteiligten Schüler kamen aus ärmeren Familien von Bauern, Arbeitern oder Handwerkern. Kinder aus dem Mittelstand und polnischen Adelsfamilien besuchten keine Volksschulen oder schlossen sich den Protesten nicht an.

## Zeitgenössische Reaktionen

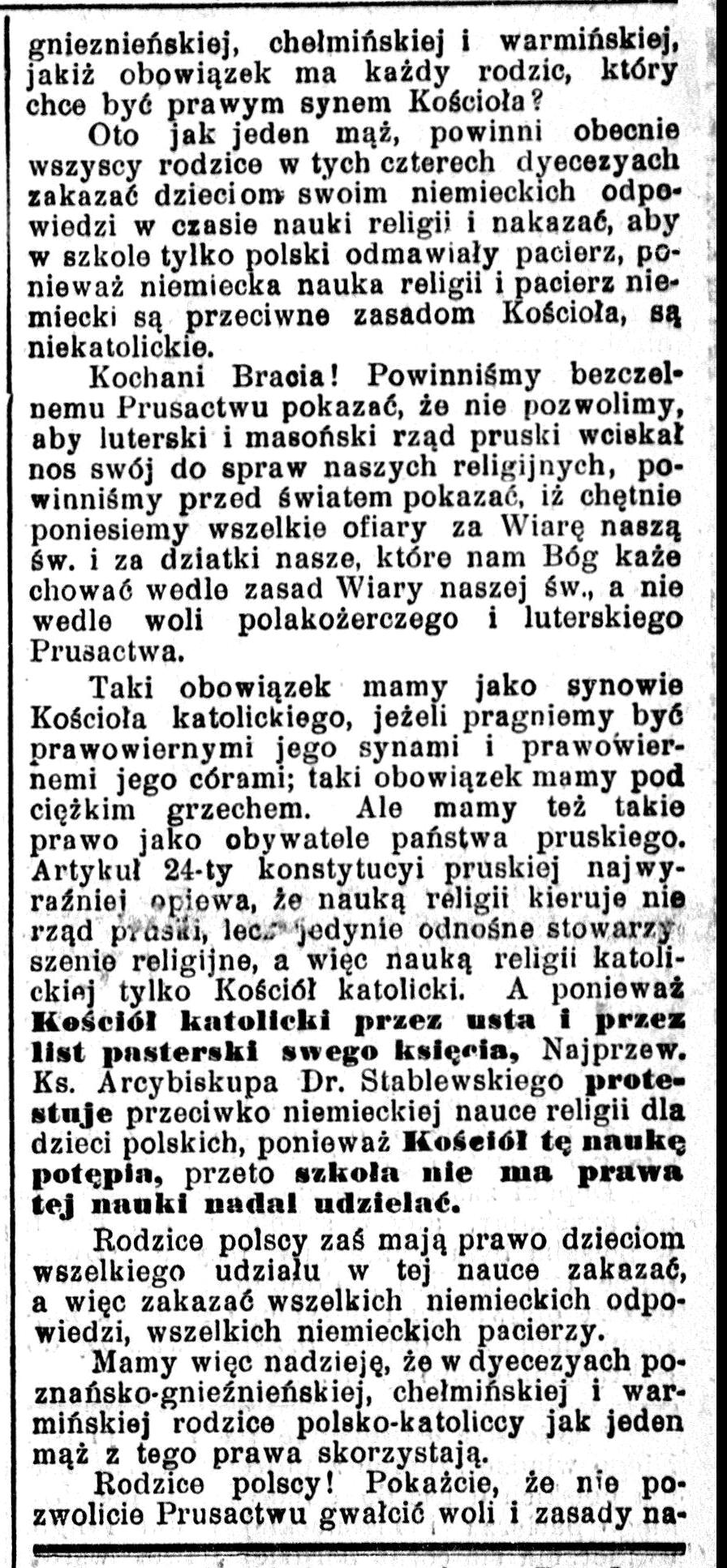
Gazeta Grudzianska vom 20. Oktober 1906, mit unterstützendem Artikel zu den Schulstreiks

In den polnischen Zeitungen der Region wurden die Proteste begrüßt und unterstützt, was wahrscheinlich einen erheblichen Einfluss auf deren Zunahme hatte. Auch viele katholische Geistliche bestärkten die Kinder und ihre Eltern in ihrem Bemühen, ihren Glauben in ihrer Muttersprache ausdrücken zu dürfen. Erzbischof Florian Stablewski wandte sich mit der Bitte um Nachsicht an verschiedene Behörden, im Oktober veröffentlichte er einen Hirtenbrief. Allerdings starb er im November, was wahrscheinlich eine ungünstigen Einfluss auf die weitere Entwicklung hatte. Der polnische Literaturnobelpreisträger Henryk Sienkiewicz wandte sich in einem offenen Brief an Kaiser Wilhelm II., in dem er an dessen Ehrgefühl appellierte.
Im Deutschen Reichstag gab es im Dezember eine Aussprache zu diesem Thema auf Antrag der Sozialdemokratischen Partei. Deren Vorsitzender August Bebel verurteilte das harte Vorgehen gegen die Kinder und ihre Eltern scharf. Die katholische Zentrumspartei äußerte sich zurückhaltender, die meisten anderen Parteien unterstützten das harte Vorgehen als notwendige Maßnahmen zur Einhaltung von Recht und Ordnung.
In vielen deutschen Zeitungen wurde über dieses Thema berichtet, allerdings meist mit einem größeren Abstand, da den meisten Journalisten die polnische Kultur und die katholische Kirche ziemlich fern lagen.
Auch in der ausländischen Presse wurde über die Vorgänge berichtet, meist mit einer scharfen Kritik am harten Vorgehen, was das Ansehen der deutschen Politik in dieser Zeit weiter verschlechterte.

## Nachwirkungen
Die Proteste hatten keinen Erfolg. In den Volksschulen durfte weiter nur in deutscher Sprache unterrichtet werden. Dieses verstärkte die Ablehnung vieler Polen gegen die deutsche Politik.
Bei vielen beteiligten Kindern und Eltern blieb aber der Stolz, sich für ihre Sprache und Kultur gegen Widerstände und Repressionen eingesetzt zu haben.
Ab 1919 reagierten die Verantwortlichen im neuen polnischen Staat entsprechend rigoros gegen Deutsche und deren Kultur.
Ab den 1960er Jahren gab es erste Formen der Erinnerung und des Gedenkens an die Proteste. Nach 1990 wurden an einigen Orten Denkmäler und Gedenktafeln errichtet. Es gibt inzwischen zahlreiche Literatur, die über die Ereignisse in einzelnen Orten und Regionen detailliert berichtet.

## Bedeutung
Die Schulstreiks in den Provinzen Posen und Westpreußen von 1906 und 1907 gehörten zu den bedeutendsten Protesten der polnischen Bevölkerung gegen den preußischen Staat in dieser Zeit, neben den Aufständen von 1846, 1848 und 1918/1919.
Deshalb wird der Erinnerung daran in der Gegenwart in Polen eine große Bedeutung beigemessen.
Zeitgenössische Kritiker bedauerten aber, dass die nationalen Konflikte in dieser Region auf dem Rücken der Kinder (im wörtlichen Sinne) ausgetragen wurden. Proteste von Älteren hätten allerdings für diese weitaus schwerere Folgen gehabt.